# Stenoonops noctucus
Stenoonops noctucus är en spindelart som beskrevs av Arthur M. Chickering 1969. Stenoonops noctucus ingår i släktet Stenoonops och familjen dansspindlar.
Artens utbredningsområde är Jungfruöarna. Inga underarter finns listade i Catalogue of Life.